# Les Essards, Charente
 Les Essards  là một xã thuộc tỉnh Charente trong vùng Nouvelle-Aquitaine tây nam nước Pháp. Xã nay có độ cao trung bình 124 mét trên mực nước biển.